# 格拉登
格拉登是奥地利施蒂利亚州沃茨伯格县的一个市镇。总面积22.86平方公里，总人口489人，人口密度21.4人/平方公里（2012年）。